# Vasco Giuseppe Bertelli
Vasco Giuseppe Bertelli (* 23. Januar 1924 in Pontedera, Italien; † 2. November 2013 in Florenz) war römisch-katholischer Bischof von Volterra.

## Leben
Vasco Giuseppe Bertelli empfing am 5. April 1947  die Priesterweihe.
Papst Johannes Paul II. ernannte ihn am 25. Mai 1985 zum Bischof von Volterra. Der Erzbischof von Pisa Benvenuto Matteucci weihte ihn am 29. Juni desselben Jahres zum Bischof; Mitkonsekratoren waren Ettore Cunial, Vize-Kämmerer der Apostolischen Kammer, und Giuliano Agresti, Erzbischof von Lucca. 
Am 18. März 2000 nahm Papst Johannes Paul II. seinen altersbedingten Rücktritt an.